# Regles d'esquivar vocables o mots grossers o pagesívols
Les Regles d'esquivar vocables o mots grossers o pagesívols escrites segurament entre 1492 i 1497, fetes “a juy” del valencià Bernat Fenollar (ca. 1438-ca. 1500), del barceloní Jeroni Pau (?-1497?) i d'«altres hòmens diserts catalans e valentians, e prestantíssims trobadors», foren copiades i aplegades pel barceloní Pere Miquel Carbonell (1434-1517). Formen un conjunt de breus normes d'ús sobre pronúncia, morfologia i lèxic de la llengua catalana, on s'oposen les solucions vulgars i dialectals a les pròpies de la llengua urbana culta —llatinitzant— i més prestigioses.
Aquestes Regles són una manifestació d'un debat humanístic semblant al de la qüestione della lingua italiana. Tenen un considerable interès filològic i sociolingüístic, perquè aporten moltes informacions sobre la variació diatòpica i diastràtica de la llengua catalana i sobre les formes que llavors es consideraven més prestigioses. Així, condemnen la confusió de vocals àtones (Pera per Pere), la iodització (penjoy per penjoll), les metàtesis (murtra per murta), les formes analògiques vulgars (meua per mia), les assimilacions vocàliques (fonoll per fenoll), les formes perifràstiques del passat (vam anar per anam), etc., i pel que fa al lèxic, prioritzen els cultismes i les formes més prestigioses del sermo urbanus, sobretot de València (alçar i no aixecar, ratapenada i no ratapinyada, brossat i no mató, rabosa i no guineu, etc.). El més remarcable d'aquestes Regles és l'opció a favor d'un model de llengua modern (hi són condemnats nombrosos arcaismes, com ara jaquir en lloc de deixar), culte (es proscriuen mots considerats massa vulgars, com ara meua en lloc de mia) i supradialectal (es proscriu talent en lloc de fam o apetit).

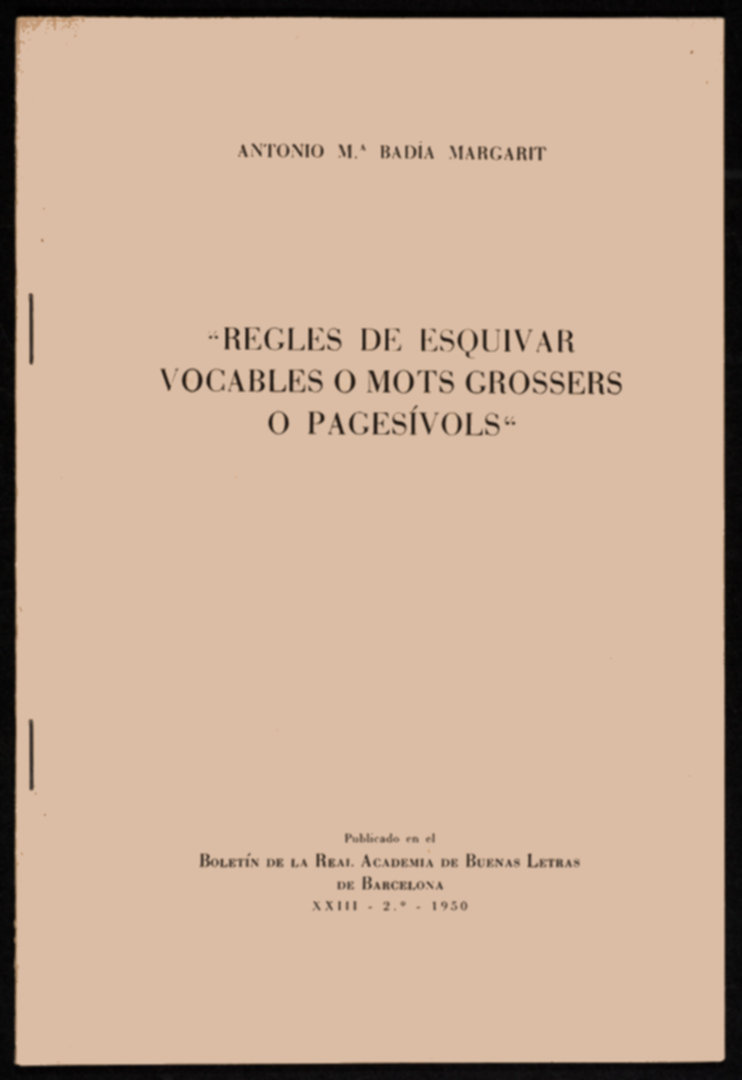
Regles de esquivar mots grossers o pagesívols

S'ha especulat que una primera part (173 normes) fou ordenada a partir de materials sobre el lèxic valencià de Bernat Fenollar per part del barceloní Pere Miquel Carbonell, que hi afegí notes pròpies, i que una segona part (150 normes) va ser obra de Jeroni Pau. Aquesta hipòtesi dels tres autors, però, va ser rebutjada el 1999 per Antoni Maria Badia i Margarit, el qual, atenint-se a la unitat del text, considerà que el copista del manuscrit, Pere Miquel Carbonell, en degué ser també l'autor i que Fenollar i Pau només hi foren adduïts com a referents d'autoritat.
La hipòtesi de Badia, al seu torn, fou qüestionada per Germà Colón i per Antoni Ferrando (2011). Per a Colón, hi ha massa elements valencians per a descartar una intervenció directa o indirecta de Fenollar. La presència de tants elements valencians i l'escassa competència lingüística de Carbonell són els arguments que li fan descartar que aquest hagi estat l'autor de les Regles. Per a Ferrando, l'autor de les Regles, per raons de formació humanística i de contactes interdialectals, ha de ser Jeroni Pau; les formes més prestigioses del català de llavors coincideixen amb les preferències del valencià, pel fet que era el parlar que s'usava de la cort romana del cardenal vicecanceller Roderic de Borja, futur papa Alexandre VI, on treballava Pau al servei directe de Joan de Borja; i el lloc de gestació de les Regles han de ser els cercles humanistes de Roma que freqüentava Jeroni Pau, amb notable presència d'humanistes valencians. Segons Ferrando, les Regles no van tenir cap repercussió perquè, a diferència de la Gramática castellana de l'humanista castellà Nebrija, que comptà amb el suport de la reina Isabel la Catòlica, Jeroni Pau no comptà amb el suport del rei Ferran el Catòlic, imprescindible perquè triomfessin, i es limità a fer unes propostes de correcció lingüística llatinitzant com a part dels debats humanístics que es produïen en la cort romana dels Borja. Després dels debats entre Badia, Colón i Ferrando, el filòleg barceloní reconegué que «tot fa creure que Jeroni Pau hi portarà la pau de la veritat objectiva» pel que fa a l'autoria de les Regles.

## Crítica

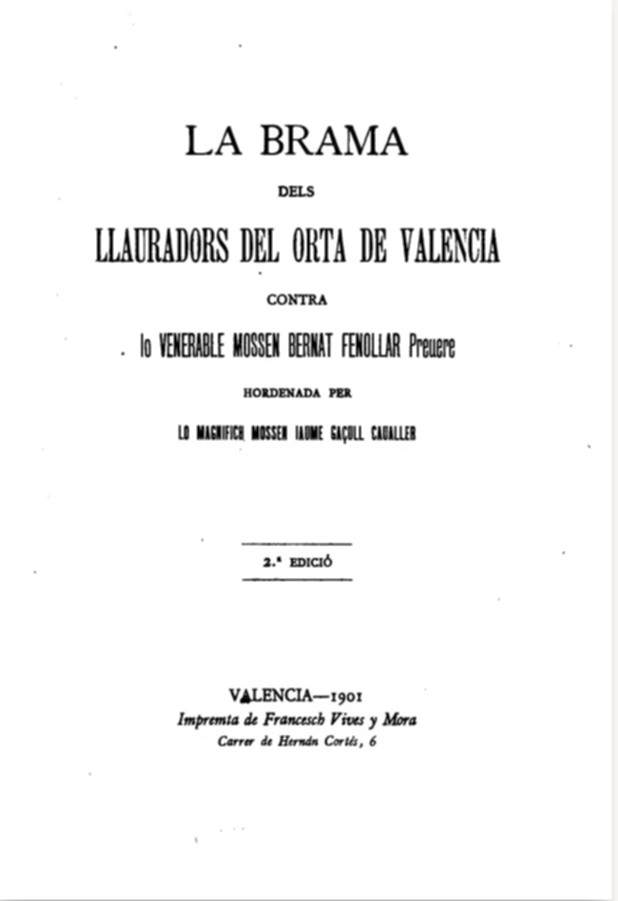
La brama dels llauradors del horta de València de Jaume Gaçull, ca. 1490-1492?

La Brama dels Llauradors de l’Horta de València fou una resposta satírica, i negativa, a la proposta les "Regles d'esquivar vocables o mots grossers o pagesívols" (ca. 1490), d’en Bernat Fenollar, prevere valencià, i Jeroni Pau, canonge barceloní, que pretenien una llengua catalana unificada. Al subtítol: “mots o vocables los quals deu esquivar qui bé vol parlar la llengua catalana”. Fenollar hi diu:
| « | ... entre persones de bon ingeni o experiència fàcilment se coneix dits vocables ésser d’Empordà, o d’Urgell, o de Xàtiva, o de les Mallorques... | » |